# Muhammed ibn Saud
Muhammed ibn Saud (محمد بن سعود) (død 1765) var en arabisk leder, som herskede i Najd med hovedstaden Diriyah nogle kilometer nord for det nuværende Riyadh i Saudiarabien og det første betydningsfulde medlem af huset Saud, Saudiarabiens nuværende kongehus. Muhammeds far Saud var emir i Diriyah (1720-1725).
Sammen med den religiøse leder Muhammad ibn Abd al-Wahhab skabte han et arabisk rige, som omfattede store dele af det senere Saudiarabien. Han styrede riget fra 1735 og frem til sin død i 1765. 

## Magtalliance med Muhammad bin Abdul-Wahhab
Hans oprindelige magtbase var byen Ad-Diriyyah. Her mødte han Muhammad ibn Abd al-Wahhab, som kom til Ibn Saud for at få beskyttelse. Muhammad ibn Saud gav dette og de to besluttede at arbejde sammen for at gennemføre Ibn Abdel Wahhabs ideer om at rense islam fra de (efter hans opfattelse af) innovationer (læs: kætterier) i dennes praksis og at bringe den tilbage til sin "rene" form. De dannede en alliance i 1744, som blev formaliseret ved, at Muhammads bin Abdul-Wahhabs datter blev gift med Abdul Aziz, søn og efterfølger af Ibn Saud. Siden har efterkommerne fra Muhammad bin Saud og efterkommerne af bin Abdul-Wahhab, Al-ash-Sheikh, været tæt forbundne.
Ved hjælp af Ibn Abdul-Wahhabs ideologi lykkedes det Ibn Saud at etablere Saudiernes Hus som ledende blandt andre slægter på den arabiske halvø. Brugen af religion som grundlag for legitimitet adskildte Sauds Hus fra naboklanerne og etableredede den fornødne støtte.

## Den første saudiske stat
Mens området var under det osmanniske riges herredømme, betragtes Ibn Saud som grundlæggeren af, hvad der senere blev kendt som den første saudiske stat. Måden, han etablerede sin regering på, har fungeret som model for herskerne i Saudis hus til nutiden. Regeringen var baseret på islamiske principper og udnyttede shura. Han styrede indtil sin død i 1765 og derefter blev hans søn, Abdul-Aziz bin Muhammad, den nye hersker af den første saudiske stat.